# 昂曲
昂曲（藏語：ངོམ་ཆུ，威利转写：ngom chu）流经中国青海省东南部和西藏自治区东北部的一条河流，是澜沧江上游右岸支流。

## 干流概况
昂曲源流称松曲，发源于西藏自治区那曲市巴青县北部贡日乡桑堆敌玛村西南的查如贡山，蜿蜒向东北流进入青海省玉树藏族自治州杂多县后又称吉曲（藏語：ལྕི་ཆུ）或解曲，至杂多县结多乡折向东南流，经囊谦县西南部吉尼赛乡、吉曲乡等地后进入西藏昌都市类乌齐县，之后干流始称昂曲。继续向东南流经类乌齐县甲桑卡乡、尚卡乡和昌都市卡若区芒达乡、沙贡乡和俄洛镇等地，最后于昌都市区澜沧江天津广场以南与澜沧江主源扎曲汇合。河流全长499千米，流域面积16774平方千米。

## 流域概况
昂曲地处横断山脉，属于高原山谷地貌。地势北高南低，上游（沙木曲汇口以上）地势平缓，地形起伏小，为丘状高原。降水丰沛，湿地、草场广布，植被以高原草甸为主，牧业发达。中游（沙木曲汇口至巴曲汇口）河谷宽窄县江，阶地较为发育。植被以草甸、灌丛为主，分布有灌木林和小面积森林，经济以农业为主。下游（巴曲汇口以下）河谷深切，沟壑纵横，植被以灌木林及小面积森林为主，农牧业发达。位于河口处的昌都市是藏东最大的商贸集散地。
昂曲下游河段在建宗通卡水利枢纽。沥青混凝土心墙堆石坝最大坝高71米，总库容1.246亿立方米，调节库容0.448亿立方米。总投资约57.16亿元，其中环保投资27975.73万元。右岸表孔溢洪道和泄洪洞。坝后式电站，装机10.4万千瓦（2×4.25万千瓦+2×0.95万千瓦）。配套供水工程、灌溉工程、泉水导排工程。年均供水量6381.31万立方米，规划灌溉面积1.88万亩。